# Andrij Antoniuk
Andrij Wasylowycz Antoniuk (ukr. Андрій Васильович Антонюк; ur. 29 września 1994 w Tarnopolu) – ukraiński zapaśnik startujący w stylu klasycznym. Zajął trzynaste miejsce na mistrzostwach świata w 2022. .
Ósmy na mistrzostwach Europy w 2020. Wojskowy mistrz świata z 2017. 
Trzeci na MŚ w 2017 i ME U-23 w 2017 roku. Wicemistrz świata juniorów w 2013. Wicemistrz Ukrainy w 2016 roku.